# Czencowo (obwód kostromski)
Czencowo (ros. Ченцово) – wieś (dieriewnia) w Rosji, w obwodzie kostromskim, w rejonie susanińskim. W 2010 liczyła 214 mieszkańców.